# Lánczi Tamás
Lánczi Tamás (Budapest, 1978. november 17. –)  magyar politológus, Lánczi András fia. 2017 februárjától 2019. márciusáig a Schmidt Mária által felvásárolt, immár kormánypárti Figyelő című hetilap főszerkesztője volt. Blogja a Mozgástér.
2024 januárjától a Szuverenitásvédelmi Hivatal elnöke.
A 2025-ös Befolyás-barométer szerint ő Magyarország 44. legbefolyásosabb személye.

## Életpályája
Tanulmányait az ELTE Állam- és Jogtudományi Karon végezte, ahol 2003-ban szerzett diplomát politológiából. 2004 és 2005 között a Századvég Politikai Iskolában európai belpolitikát oktatott. 2008-ban az American Council of Youth Political Leaders programnak volt a tagja.
A második Orbán-kormányban 2010-től 2011-ig a Közigazgatási és Igazságügyi Minisztérium helyettes államtitkáraként Navracsics Tibor miniszteri kabinetfőnöke volt. 2012-től a Századvég Alapítványnál volt vezető elemző. 2017 februárjától a Figyelő című hetilap főszerkesztője. Nagy felháborodást váltott ki a Figyelő 2018/15. lapszámában megjelent lista, amiben név szerint sorolják fel a kormánypropaganda által Soros-zsoldosnak kikiáltott magánszemélyeket, oktatókat, újságírókat és civil szervezeteket.
2015. június 9-től a Danube Business Consulting Ltd. nevű, Londonban bejegyzett cég igazgatója. A nem kormányközeli média szerint a cég Habony Árpád érdekeltségébe tartozik.
Feltételezések szerint a Schmidt Mária és Liszkay Gábor közötti konfliktusok, valamit a Figyelő csökkenő eladási számai vezethettek ahhoz, hogy 2019 márciusában Lánczi Tamást leváltották a főszerkesztői pozíción.
2024 januárjától a Szuverenitásvédelmi Hivatal elnöke.
2025-ös vagyonnyilatkozatában több mint 400 millió forintos megtakarítás, valamint 5 budai ingatlan és nagymarosi vadászház szerepel. A vagyonnyilatkozatából az is kiderült, hogy a külföldi tulajdonban lévő magyar sörgyárak szövetségétől jelentős összegű javadalmazásban részesült. Ennek azonban sem a pontos összegét nem volt hajlandó elárulni, sem azt, hogy milyen tevékenységet folytatott a kormány befolyásolására a sörgyárak érdekében.